# Ídem
idem, comúnmente abreviado como id., es un término latino que significa «propio» o «lo mismo», utilizado particularmente en citas legales para denotar la fuente previamente citada (compárese con ibíd.), y también en citas académicas para reemplazar el nombre de un autor ya mencionado.
Id. es masculino y neutro; ead. (femenino) es la abreviatura de eadem, que también se traduce como «lo mismo».
Como abreviatura, Id. siempre usa un punto. Su primer uso conocido se remonta al siglo XIV.
Id. se emplea ampliamente en la legislación canadiense y en los documentos legales de los Estados Unidos para aplicar una breve descripción a una sección con el mismo enfoque que la anterior.

## Uso

### Legal
- Estados Unidos v. Martínez-Fuerte , 428 U.S. 543, 545 (1976).
- Id. en 547.

Aquí, la primera cita se refiere al caso de Estados Unidos v. Martínez-Fuerte. El número de volumen citado es el 428 y la página en que comienza el caso es la 543, y el número de página citado es el 545. El U.S. entre las partes numéricas de la cita se refiere a los Informes de los Estados Unidos. 1976 se refiere al año en que se publicó el caso. La segunda cita hace referencia a la primera cita e incorpora automáticamente el mismo reportero y número de volumen; sin embargo, el número de página citado ahora es 547. Id. se refiere a la cita inmediatamente anterior, por lo que si la cita anterior incluye más de una referencia, o no está claro a qué Id. se refiere, su uso es inapropiado.
- «...la Orden Ejecutiva declara que «Estados Unidos debe garantizar que quienes sean admitidos en este país no adopten actitudes hostiles hacia él y sus principios fundacionales». Id. Afirma: «El deterioro de...» (de la página 3 de Estado de Washington vs. Donald J. Trump)

Aquí, id. se refiere a la Orden Ejecutiva que se mencionó en la oración anterior.

### Académico
- Macgillivray, JA Minotaur: Sir Arthur Evans y la arqueología del mito minoico. Nueva York: Hill &amp; Wang, 2000.
- Id. Astral Labyrinth: Archaeology of the Greek Sky. Sutton Pub, 2003.

En este ejemplo, Id. en la segunda cita indica que el autor es idéntico al de la cita anterior. Es decir, el autor de la segunda cita también es Macgillivray, JA